# サスケハナ (蒸気フリゲート)
|           | |
| 艦歴      | |
| 発注:     | ニューヨーク海軍造船所 |
| 起工:     | 1847年 |
| 進水:     | 1850年4月5日 |
| 就役:     | 1850年12月24日 |
| 退役:     | 1868年1月14日 |
| その後:   | 売却され、スクラップに |
| 性能諸元  | |
| 総トン数: | 2,450トン（bmトン） |
| 全長:     | 257フィート（78.3m） |
| 全幅:     | 45フィート（13.7m） |
| 吃水:     | 20フィート6インチ（6.25m） |
| 機関:     | 形式不明石炭専焼缶-基 +レシプロ機関1基1軸推進 （外輪式）                                                                       |
| 最大速力: | 10.0ノット |
| 兵装:     | 150ポンド：20.3cmパロット式前装填ライフル砲2基 9インチ：22.9cmダルグレン式前装填滑腔砲12基 12ポンド：7.62cm前装填ライフル砲1基 |

サスケハナ（USS Susquehanna、サスクェハンナとも）は、アメリカ合衆国海軍のフリゲート。ポーハタンは準同型艦。黒船来航時、旗艦としてマシュー・ペリー提督（実際には代将）が搭乗していたことで有名。船名は、主にペンシルベニア州を流れるサスケハナ川から取られた。サスケハナは、インディアンの言葉で「広く深い川」を意味する。
この艦はサスケハナの名がつけられた最初の艦で、その後第一次世界大戦時、第二次世界大戦時それぞれに「サスケハナ」の名がつけられた艦が就役している（輸送艦および補給艦）。

## 概要

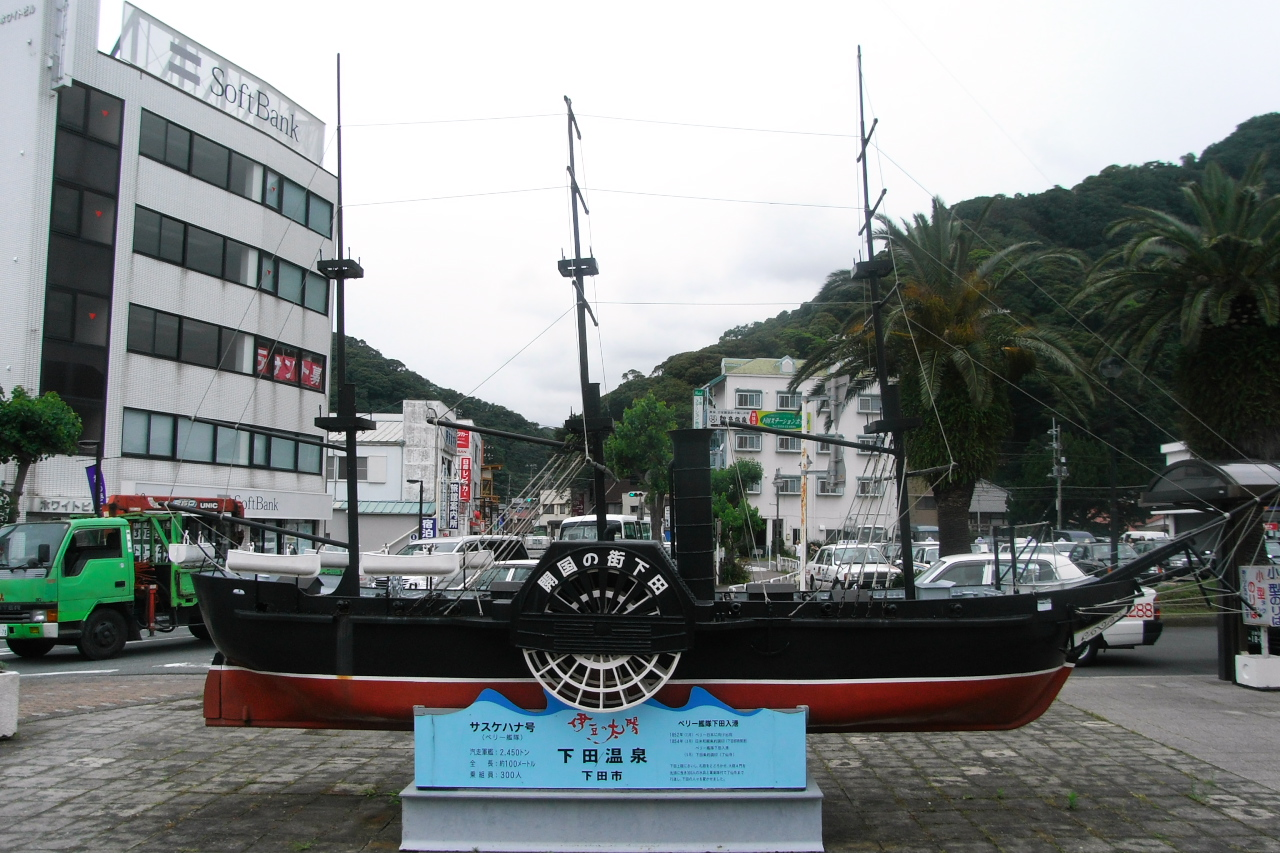
伊豆急下田駅で展示されるサスケハナの模型

日本では「蒸気船」や「黒船」という呼び名で有名。黒船の名の由来は木造の船体に塗られた防水・腐食防止用のピッチによる。
帆走と外輪式蒸気機関推進併用の、3檣の機帆船で、艦種はフリゲートである。船体中央部に煙突を1本持つ。
就役後東インド艦隊の旗艦となった。そして1853年、1854年に日本に来航。その後1856年に地中海艦隊の旗艦となった。
1861年に南北戦争が勃発するとアメリカに戻り、大西洋封鎖艦隊に配属された。南北戦争中は主に大西洋で活躍し、その後1868年に退役した。そして1883年9月に売却され、スクラップとなった。
ペリーが来航した下田港には、この艦を模した遊覧船「黒船サスケハナ」が就航している。
なお、現代のフリゲートは駆逐艦より小型の戦闘艦を意味するが、帆船時代のフリゲートは戦列艦に次ぐ大きさであり、またサスケハナのような蒸気フリゲートは帆走の戦列艦に匹敵する大きさで、当時としては最大クラスの巨艦であった。

## 艦歴

### 東インド艦隊、1851-1855年
初代艦長であるジョン・オーリック大佐の指揮の下、1851年1月からの慣熟訓練の終了後、6月8日にサスケハナは東インド艦隊の旗艦となるべく極東に向かって出発した。オーリックには日本を訪問し、外交関係を結ぶ任務も与えられていた。しかしながら、オーリックはサスケハナの艦長ウィリアム・インマン海軍大佐と問題を起したため、翌年広東に到着した時点で更迭された。代わりにマシュー・ペリー代将がミシシッピで極東に向かい、5月4日、上海で合流し、サスケハナを旗艦とした。5月17日にサスケハナはその僚艦3隻と共に上海を出航、5月26日に琉球(沖縄)に到着、6月14日から6月18日にかけて小笠原諸島父島周辺で測量等を行った後、再び琉球に戻り、7月2日に出航、1853年7月8日（嘉永6年6月3日）に浦賀に入港した。幕府に対しフィルモア大統領の親書を手渡した後、米国艦隊は7月17日に日本を離れ琉球に向かった。1854年2月13日（嘉永7年1月16日）、サスケハナ、ミシシッピ、ポーハタンの3隻の蒸気船を含む7隻の艦隊は条約締結を求め日本を再訪し、3月31日（嘉永7年3月3日）に神奈川で日米和親条約が調印された。艦隊は6月25日（嘉永7年6月1日）に下田を去り、帰路に立ち寄った琉球王国とも正式に通商条約を締結させた。サスケハナはその後中国水域で活動後、インド洋、喜望峰を経て1855年3月10日にフィラデルフィアに戻り、3月15日に任務を解かれた。

### 地中海艦隊 1856-1861年
1856年5月5日、サスケハナに次の任務が与えられた。サスケハナは7月に地中海艦隊に配属され、ジョシュア・サンズ（Joshua R. Sands）大佐が指揮をとった。旗艦任務を務めた後、1858年4月18日よりニューヨーク海軍工廠でドック入りした。1860年8月17日、現役に復帰しメキシコのベラクルスに向け出港、1週間停泊の後地中海に向かった。南北戦争の勃発に伴い、1861年5月5日にイタリアのラ・スペツィアを出港、6月6日にボストンに到着した。

### 南北戦争, 1861-1865年
サスケハナは北軍の艦として大西洋封鎖艦隊に編入され行動、ハンプトン・ローズに向かった。8月後半、サスケハナは陸海共同作戦であるハッテラス入り江砲台の戦いに参加し2つの砦の占領に成功した。9月には英国のスクーナーを2隻、南軍のスクーナーも2隻拿捕した。これら4隻は禁制品を満載していた。
10月後半、サスケハナはサミュエル・デュポン代将が指揮する、サウスカロライナ遠征作戦に参加した。11月7日にはポート・ロイヤル・サウンド、9日にはビューフォートを占領し、ブロード川河口の封鎖を完了した。これらの作戦は、後の南大西洋封鎖艦隊に重要な基地を提供することになる。サスケハナは次の春までこの重要な艦隊に留まり、主にチャールストンの封鎖に従事した。1862年4月3日には、バハマから封鎖をすり抜けようとした英国のスクーナーを拿捕している。
4月29日、サスケハナは北大西洋封鎖艦隊を強化するため、ハンプトン・ローズに向かい、ジョージ・マクレラン陸軍少将のリッチモンド侵攻作戦のための可能な限りの支援を行うよう命令される。その地域の北軍艦艇は南部海軍の装甲艦バージニアの脅威を受けていた。サスケハナは僚艦4隻と共に、エイブラハム・リンカーン大統領の命令の下、5月8日にバージニア州セウェル岬の南軍の砲台を砲撃した。5月10日に北軍はノーフォークの占領に成功。これにより動きの取れなくなったバージニアは、捕獲を避けるべく1862年5月11日の朝に自沈し、ハンプトン・ローズ地域の北軍艦艇への脅威は取り除かれた。
5月後半、サスケハナはメキシコ湾封鎖艦隊に編入され、司令官デヴィッド・ファラガット少将に命令を届けることとなった。途中6月11日、南部海軍のスクーナーを拿捕しフロリダ州キーウェストに送っている。6月29日、武器・弾薬を満載してモービル湾に進入しようとした英国の蒸気船を、僚艦とともに阻止。1863年春、ニューヨークに戻り修理を受けるよう命令されるまで、メキシコ湾での作戦に従事した。
サスケハナは1864年7月20日に復帰、北大西洋封鎖艦隊に編入され、1864年のクリスマスにはノースカロライナの第一次フィッシャー砦の戦いに参加。続いて、1865年2月中旬には第二次フィッシャー砦の戦いに勝利し、南軍の最後の港であるウィルミントンに迫った。この間、サスケハナはシルバナス・ゴードン（Sylvanus Godon）少将の指揮下にあった。

### 大西洋艦隊, 1866-1868年
南北戦争終了後、第二次メキシコ帝国が崩壊の混乱にある中、サスケハナは、後のメキシコ共和国大統領ベニート・フアレスとの外交関係を樹立するための米国外交使節団をベラクルスに送った。しかし、メキシコ皇帝マクシミリアンは、退位を拒否。サスケハナは母港に戻った。サスケハナはブラジルにも航海し、南アメリカの大西洋側で活動し、1866年6月30日に帰国、任務を解かれた。1866年11月2日に北大西洋艦隊旗艦としての任務につき、1868年1月14日に退役し、ニューヨーク海軍工廠のドックに入った。1883年9月27日に売却・スクラップにされた。

## フィクションに登場するサスケハナ
19世紀のSF作家ジュール・ヴェルヌの代表作『月世界旅行』の作中にて、地球に帰還した宇宙船を回収した艦がサスケハナ号である。
山本正之の楽曲「サスクハナ号の曳航」は、マサユキ少年がタイムスリップしてペリー提督とともに航海をする内容。続編の「サスクハナ号の曳航Ⅱ」「サスクハナ号の曳航Ⅲ 星のキャロライン」「サスクハナ号の曳航Ⅳ 父の戦争」も同様に、この船の上で物語が進行する。